# Vnuk Gagarina
Vnuk Gagarina (russisk: Внук космонавта) er en russisk spillefilm fra 2007 af Andrej Panin og Tamara Vladimirtseva.

## Medvirkende
- Done Lema som Gena
- Gennadij Nazarov som Fjodor
- Andrej Panin som Toljan
- Anastasija Richi
- Natalja Rogozjkina som Greta